# 庇護十二學校
庇護十二學校（英語：Pope Pius XII Primary School）是一所位於香港已關閉的男女子天主教小學，由瑪利諾會神父於1953年創立，從前校舍位於牛頭角龍山復華村（又稱“福華村”），1979年香港政府清拆復華村時被一併清拆，庇護十二學校原址現已變成樂華天主教小學。荃灣柴灣角天主教小學和新界深井天主教小學前身都可追溯為庇護十二學校。

## 簡史
中華人民共和國建國後，國民黨一批舊部到香港後聚居於牛頭角一帶，因他們的背景，他們聚居之地取名為「復華村」。也因國民黨背景關係，當年香港政府亦將連接復華村的唯一道路取名具類似意思的「振華道」。牛頭角當時尚是荒蕪之地，復華村是的唯一村落。早於1950年代，天主教瑪利諾神父會的傳教士已在牛頭角開始傳教，瑪利諾會神父鑑於人道需要，展開救濟及教育工作，於1952年在復華村山頂處籌建小學，於當年底動土。1953年1月8日至10日，美國弗蘭西斯·斯貝爾曼樞機訪港，並慨贈美金五萬四千元予瑪利諾神父會作救濟工作，故當時負責龍山這學校工程的顧倫神父 (Jack Cullan) 曾建議此校命為史培曼學校，不過史培曼樞機則認為當時的天主教教宗是庇護十二世，故學校中文應取名庇護十二學校，英文則應為為 “Pope Pius XII Primary School”。1953年1月25日該校由白英奇主教奠基兼正式命名，並於當年開課。。自然地，該校學生主要來自復華村及附近的牛頭角和佐敦谷的草根家庭，不過庇護十二學校老師工作勤奮，以聖經真理嚴謹教導，故校風淳樸，學生品行良好，成績優異，獲譽為地區名校；何況該校又是洋人開辦的免費學府，所以深受該區家長歡迎。
1953年顧倫神父被派往台灣，龍山的難民救濟工作曾短暫地由堅神父 (Carroll Quinn) 負責，後改改由金剛毅神父(Joseph McGinn)接手，1955年再由譚拔士祌父 (Arthur Dempsey) 接任直至1966年譚拔士神父因病退任。此後貝嘉神父 (Frederick John Becka) 曾短暫接手六個月，終因瑪利諾神父會人手短缺，將辦學權轉交香港天主教教區，教區則委任與瑪利諾會關係密切的國籍神父梁次庭 (Stephen Liang) 負責，直至1970年。至此，龍山的堂區發生重大轉變，包括復華村第六及八區清拆(1968)，又牛頭角明愛中心建成，基督勞工堂遷往該處，原天神之后堂大部份教友劃歸該堂區，使龍山教友漸少，加上始終神父人手短缺，所以1970年時庇護十二學校和該處堂區轉交顯主會修女 (Sisters Announcers of the Lord) 管理。1971年，龍山上的原神父宿舍則轉交聖母潔心修女會 (Immaculate Heart of Mary) 作修院及幼稚園之用。
復華村平房區於1978年開始被清拆（香港政府清拆復華村後在原址建成樂華邨）。庇護十二學校亦於1979年被清拆，部份教職員轉往瑪利諾會其他學校，而校監兼校長戴振容修女帶同少數老師到青衣郭怡雅紀念小學，而盧世恪主任和陳兆堂主任則和劉玉亭神父申請開辦柴灣角天主教小學。1979至1980年新校舍還未落成前曾借用祖堯天主教小學校舍上課。1980年柴灣角落成，約20位前庇護十二學校老師歸隊在柴灣角開展新一頁，盧世恪和陳兆鎕分別出任柴灣角上午及下午校校長。2009年柴灣角上午校在鐘名輝校長領導下又遷至深井並改名為深井天主教小學，並成為區內名校
。柏德學校其中一位老師王聲杰（又名王若望）正是於1970年由庇護十二學校轉到柏德任教的。

### 樂華天主教小學校舍
1979年復華村被清拆，建成樂華邨，原庇護十二學校的位置曾被闢作臨時房屋區用地，房屋區遷拆後一度改作露天停車場，2000年落實土地用途並建成樂華天主教小學，兩者同是原為瑪利諾會所創辦，可謂巧合。

### 聖母像

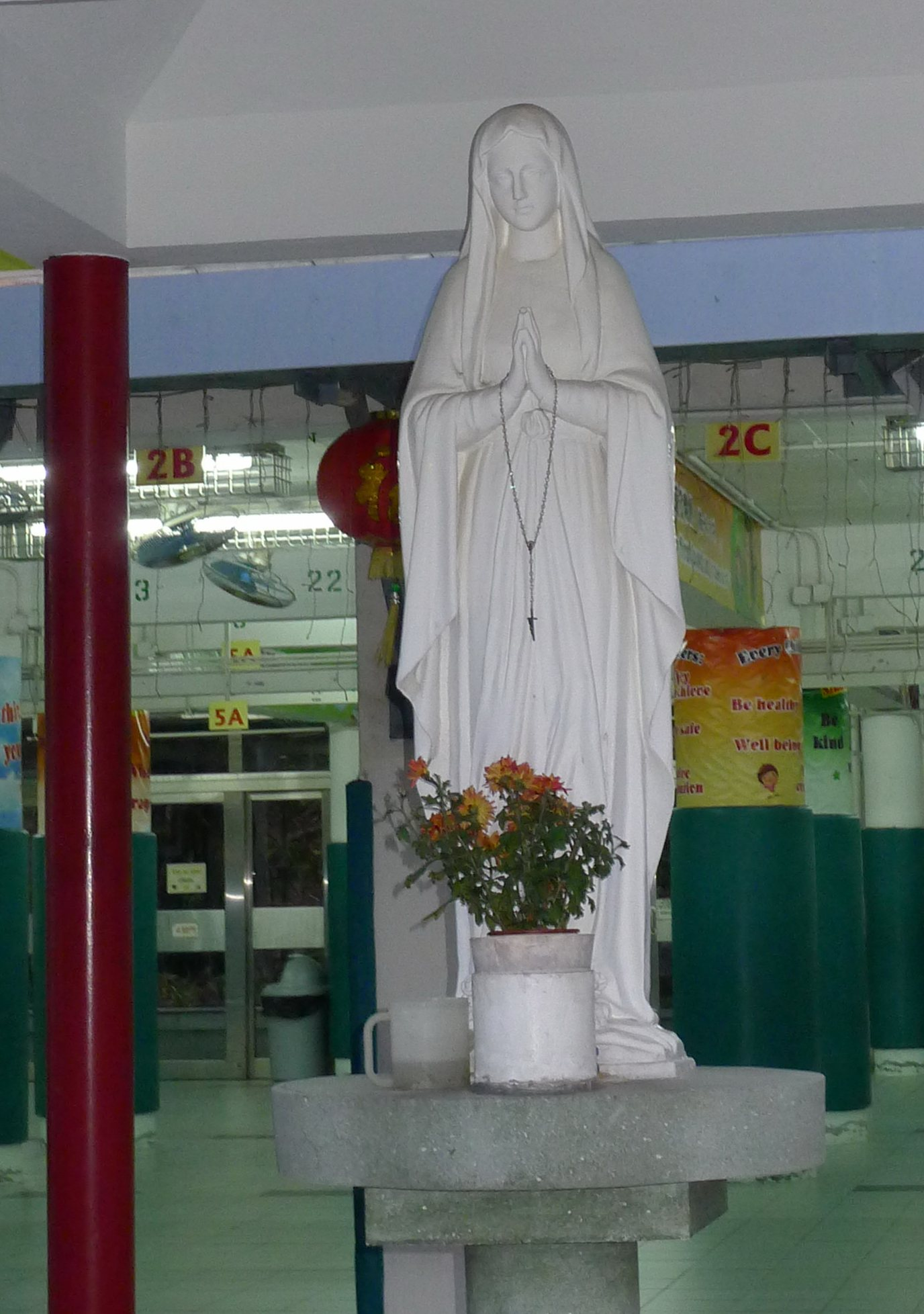
被保存在柴灣角天主教小學的庇護十二學校聖母像

1979年庇護十二學校遷往柴灣角天主教小學時，除了教具外，亦把校內的聖母像遷往柴灣角，故此該聖母像得以保存，己有近五十年歷史。

### 校監
- 譚拔士神父[11]
- 戴振容修女

### 校長
- 陳量洪女士
- 陳有[12]
- 戴振容修女

## 亞爾拔修士

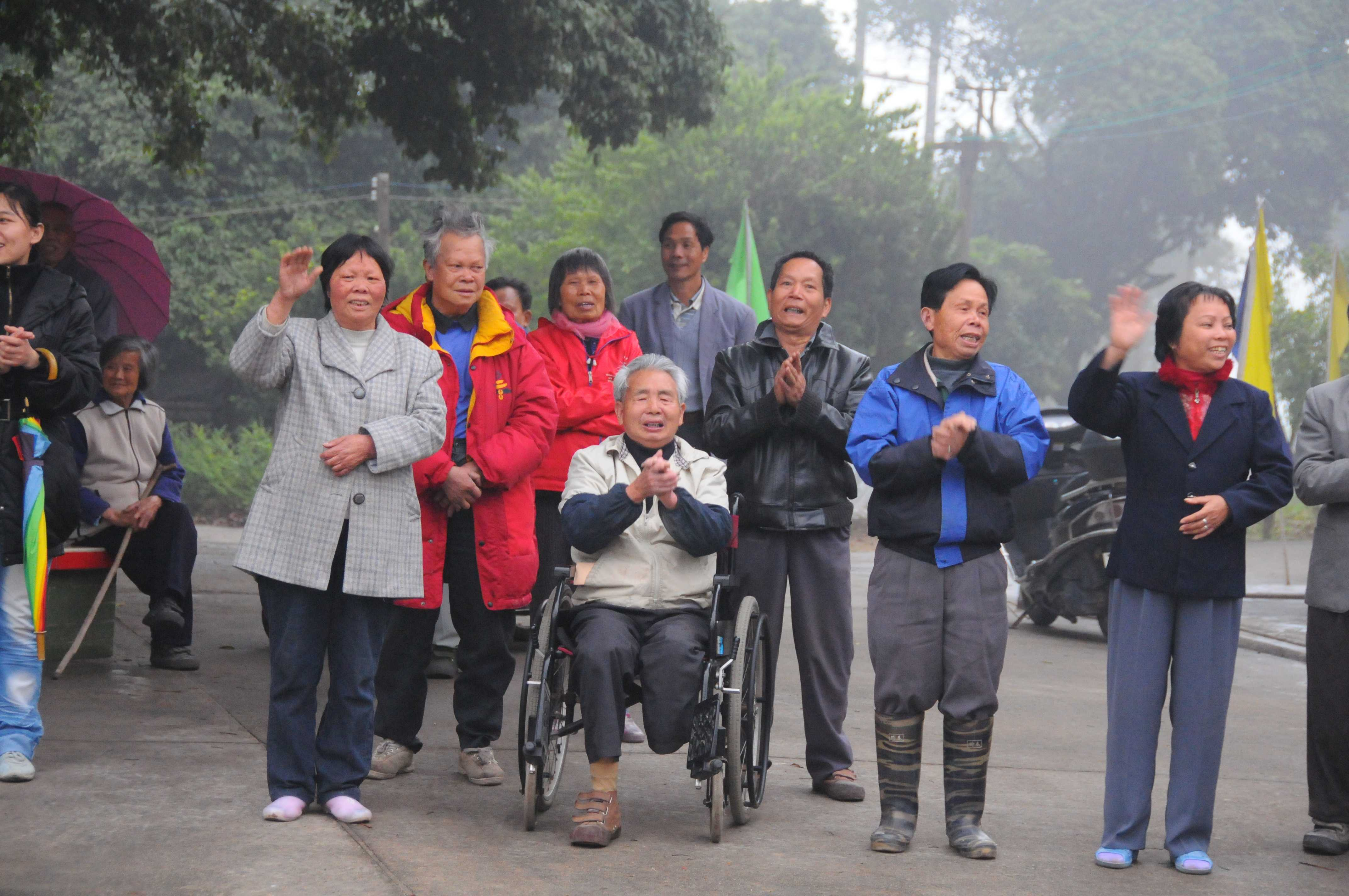
崖門倉山麻瘋病院（Gate of Heaven Leprosarium）院友。阿爾拔修士於1937年所蓋建築今天仍屹立當地。攝於2011年3月20日

庇護十二學校的建築由瑪利諾會修士亞爾拔（Brother Albert Staubli）負責。亞爾拔修士，瑞士人，是一位很出色的建築工匠。在蓋成庇護十二學校之前，他已經在港設計及建造過多項瑪利諾會工程，他所建造的瑪利諾會在香港的總部今天仍然屹立赤柱。
庇護十二學校的聖堂是一座金字尖頂單層式的設計，以四間活動板間課室及中間設置有台階的小聖所及辦事處組合而成，側牆上有以石塊砌出十字架形的圓窗戶，是用黑麻斑的花崗岩石建築而成。
亞爾拔修士所蓋的福德學校部份建築，仍然為該校所保留。亞爾拔修士1937年在新會南部建設崖門倉山麻瘋病院（Gate of Heaven Leprosarium）時設計出一種可以讓沒有手指的麻瘋病人都能開關的窗戶，在1930年代是非常創新的。

## 庇護十二分校
庇護十二學校於1959年假已被清拆的佐敦谷徙置區第八座地下開辦分校以照顧新落成的佐敦谷村內的適齡學童。

### 校監
- 譚拔士神父 (Fr Arthur Dempsey)      1959年   – 1967年9月
- 涂挽靈神父 (Fr Howard Daniel Trube) 1967年9月   – ？
- 戴振容修女 ？– 1979年[15]

### 校長

#### 上午校校長
- 陳量洪女士 1959年     – 1964年10月[15]
- 周耀輝先生 1964年10月 – 1979年

#### 下午校校長
- 凌盛圖先生 1959年     – 1964年10月
- 陳有后先生 1964年10月 - 1965年9月[15]
- 凌盛圖先生 1965年9月  – 1979年

### 校舍
共十四課室，包括音樂室，美勞室，體育室及教育電視室等。

#### 上課時間
上午校：8:30am – 12:30pm
下午校：1:00pm – 5:30pm
當龍山上的庇護十二學校被政府收回清拆時，分校亦同時結束，佐敦谷第八座地下的分校校舍則交給聖母潔心會開辦幼稚園，該幼稚園於1990年遷往彩霞邨並改名為天主教彩霞邨潔心幼稚園。

## 堂區

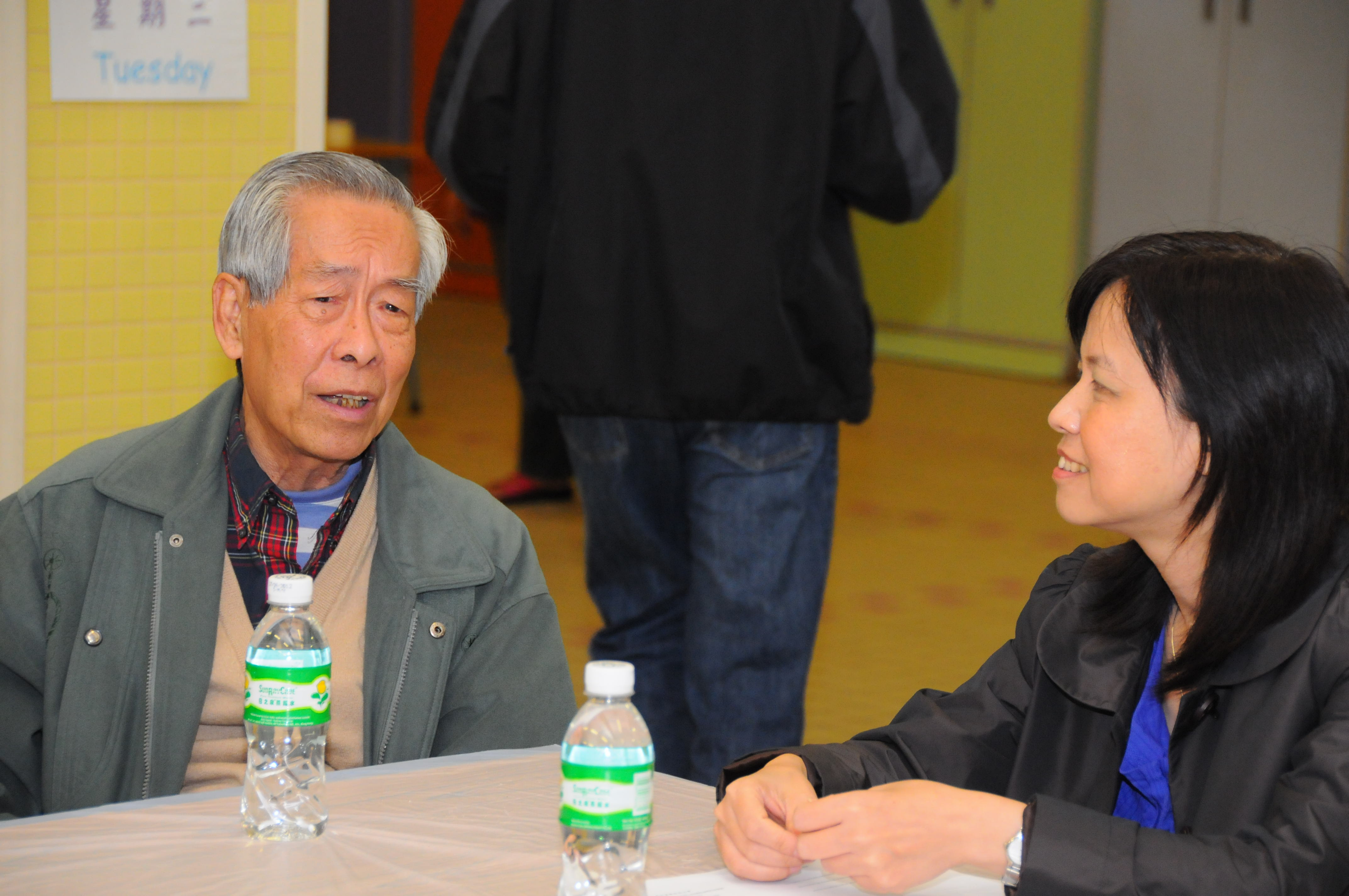
王聲杰老師和柏德學校校長陳美卿。攝於2010年11月20日

除了庇護十二學校外，瑪利諾會其實還以庇護十二之名在龍山上興辦多項服務，包抱手藝學校，裁剪學校(1957)，商科專修夜校(1957)，夜英文班等，另外也有有診療所，婦孺中心及福利中心。當然，建成庇護十二學校後，瑪利諾會自然成立彌撒中心，取名為 天神之后堂。天神之后堂現今已遷往順利天主教中學。當時堂區區域遠至西貢的井欄樹。 1962年，佐敦谷村建成，庇護十二學校亦在佐敦谷村內開辦分校，校舍後來變為潔心幼稚園，天神之后堂便在該處提供主日彌撒服務。 1967年佐敦谷 瑪利諾工業中學建成（現已改名為瑪利諾中學，位於淘大花園後面，采頤居旁邊，彩霞邨對面）， 佐敦谷的聖堂便遷往此處， 從天神之后堂獨立，成立基督勞工堂。
60年代後期，天主教香港教區計劃於牛頭角興建明愛中心，而瑪利諾神父會亦打算把基督勞工堂遷往該處。牛頭角明愛中心的設計及接洽工作，便由當時庇護十二學校的校監譚拔士神父負責。 及後譚神父因健康欠佳，工程改由莫約翰神父 (Fr John Moore) 負責。當時興建明愛中心的經費，主要來自美國人民捐獻，賽馬會及瑪利諾神父會籌款等等。1970年7月4日，徐誠斌主教為基督勞工堂主持開幕典禮。鑑於當時牛頭角區大部分居民是勞工階層，基督勞工堂亦以此命名，並以5月1日國際勞動節為主保瞻禮。當時遷往牛頭角區的教友，分別來自京士柏、九龍仔及深水埗等地。初期教友人數大約為4,000餘人。由1967年至今 ，基督勞工堂已經歷了40多個年頭，時至今日，區內居民及教友已概括了各階層。 現在堂區的區域 ，亦擴展至牛頭角上下村、安基苑、樂華村、 彩霞村、淘大花園、得寶花園、德福花園至定安街一帶。 因堂區人口日漸老化，加上政府重建牛頭角上下村，現時已登記教友人數約為800人。

## 後繼學校
- 柴灣角天主教小學  ← 柴灣角天主教小學下午校 ← 庇護十二學校
- 深井天主教小學 ← 柴灣角天主教小學上午校 ← 庇護十二學校

## 著名/傑出校友
- 洪松蔭（1976年） -- 單車運動員,前香港單車隊代表成員[20][21][22][23]現任保險公司地區總監[24]。
- 徐立之—前香港大學校長[25][26]（佐敦谷村第八座地下庇護十二分校校友）。
- 盧振雄—退休香港消防處處長
- 黃耀明（1975年） -- 香港知名歌手，流行組合達明一派成員。
- 呂方（1978年） -- 前香港男藝人。
- 古明華—香港男演員兼配音員。
- 張達明—香港男演員
- 劉香萍—香港女演員兼製片家
- 曹 榮—香港男演員、導演兼武術指導
- 韓義生—香港已故武術指導及甘草演員

## 延伸閱讀
- Maryknoll
- 瑪利諾外方傳教會